# Rivière Laviolette Ouest
Rivière Laviolette Ouest är ett vattendrag i Kanada.   Det ligger i provinsen Québec, i den sydöstra delen av landet, 210 km nordost om huvudstaden Ottawa. Rivière Laviolette Ouest ligger vid sjön Lac Dépôt.
I omgivningarna runt Rivière Laviolette Ouest växer i huvudsak blandskog. Trakten runt Rivière Laviolette Ouest är nära nog obefolkad, med mindre än två invånare per kvadratkilometer.